# Liste der Presiding Bishops der Episkopalkirche der Vereinigten Staaten
Der Presiding Bishop ist Primas der Episcopal Church in the USA. Mit Ausnahme des ersten Presiding Bishops, William White, war bis 1926 der dienstälteste Bischof der Kirche gleichzeitig Presiding Bishop. Seitdem wird er durch ein Wahlverfahren gewählt, an dem alle Bischöfe teilnehmen dürfen. Zwischenzeitlich ist die Amtsperiode auf neun Jahre festgelegt worden.

## Dienstältester in der Reihenfolge derBischofsweihe
- William White 28. Juli 1789 – 3. Oktober 1789
- Samuel Seabury 5. Oktober 1789 – 8. September 1792
- Samuel Provoost 13. September 1792 – 8. September 1795
- William White 8. September 1795 – 17. Juli 1836
- Alexander Viets Griswold 17. Juli 1836 – 15. Februar 1843
- Philander Chase 15. Februar 1843 – 20. September 1852
- Thomas Church Brownell 20. September 1852 – 13. Januar 1865
- John Henry Hopkins Sr.  13. Januar 1865 – 9. Januar 1868
- Benjamin Bosworth Smith 9. Januar 1868 – 31. Mai 1884
- Alfred Lee 31. Mai 1884 – 12. April 1887
- John Williams 12. April 1887 – 7. Februar 1899
- Thomas March Clark 7. Februar 1899 – 7. September 1903
- Daniel Sylvester Tuttle 7. September 1903 – 17. April 1923
- Alexander Charles Garrett 17. April 1923 – 18. Februar 1924
- Ethelbert Talbert  18. Februar 1924 – 1. Januar 1926

## Gewählt
- John Garnder Murray 1. Januar 1926 – 3. Oktober 1929
- Charles Palmerston Anderson 13. November 1929 – 30. Januar 1930
- James Dewolf Perry 26. März 1930 – 31. Dezember 1937
- Henry St. George Tucker 1. Januar 1938 – 31. Dezember 1946
- Henry Knox Sherrill 1. Januar 1947 – 14. November 1958
- Arthur Carl Lichtenberger 15. November 1958 – Oktober 1964
- John Elbridge Hines 1. Januar 1965 – 31. Mai 1974
- John Maury Allin 1. Juni 1974 – 31. Dezember 1985
- Edmond Lee Browning 1. Januar 1986 – 31. Dezember 1997
- Frank Tracy Griswold 1. Januar 1998 – 1. November 2006
- Katharine Jefferts Schori 1. November 2006 – 31. Oktober 2015
- Michael Bruce Curry 1. November 2015 – 1. November 2024
- Sean Rowe seit 1. November 2024 (amtierend)[1]

## Galerie

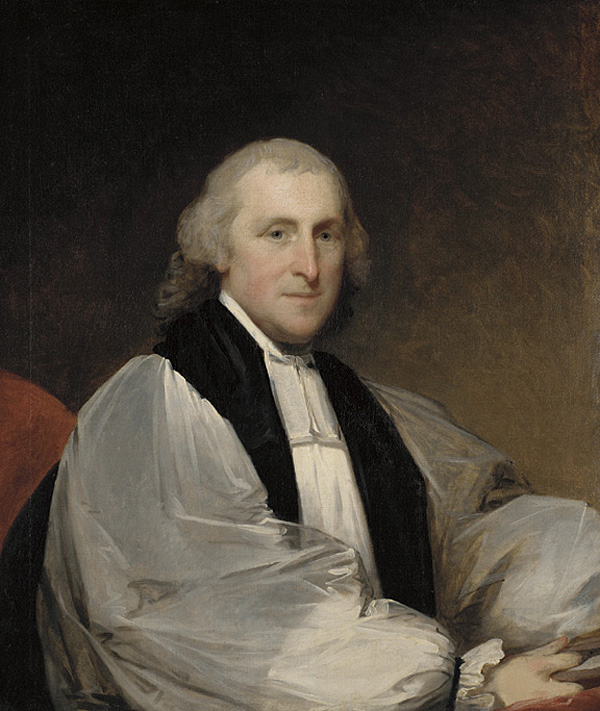
William White
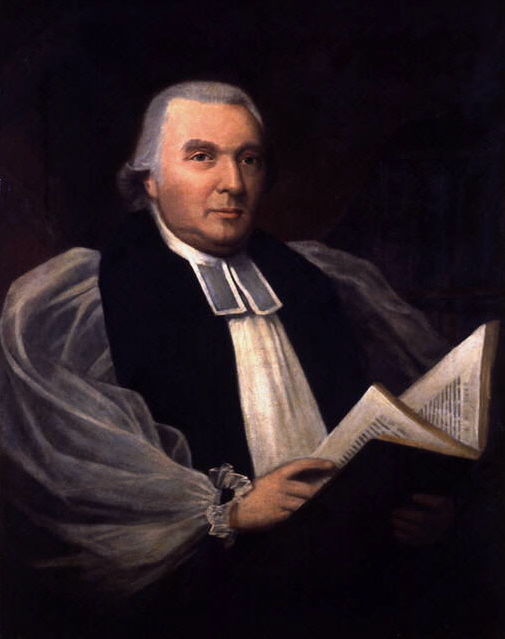
Samuel Seabury
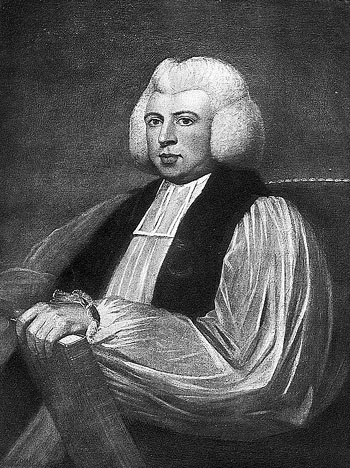
Samuel Provoost
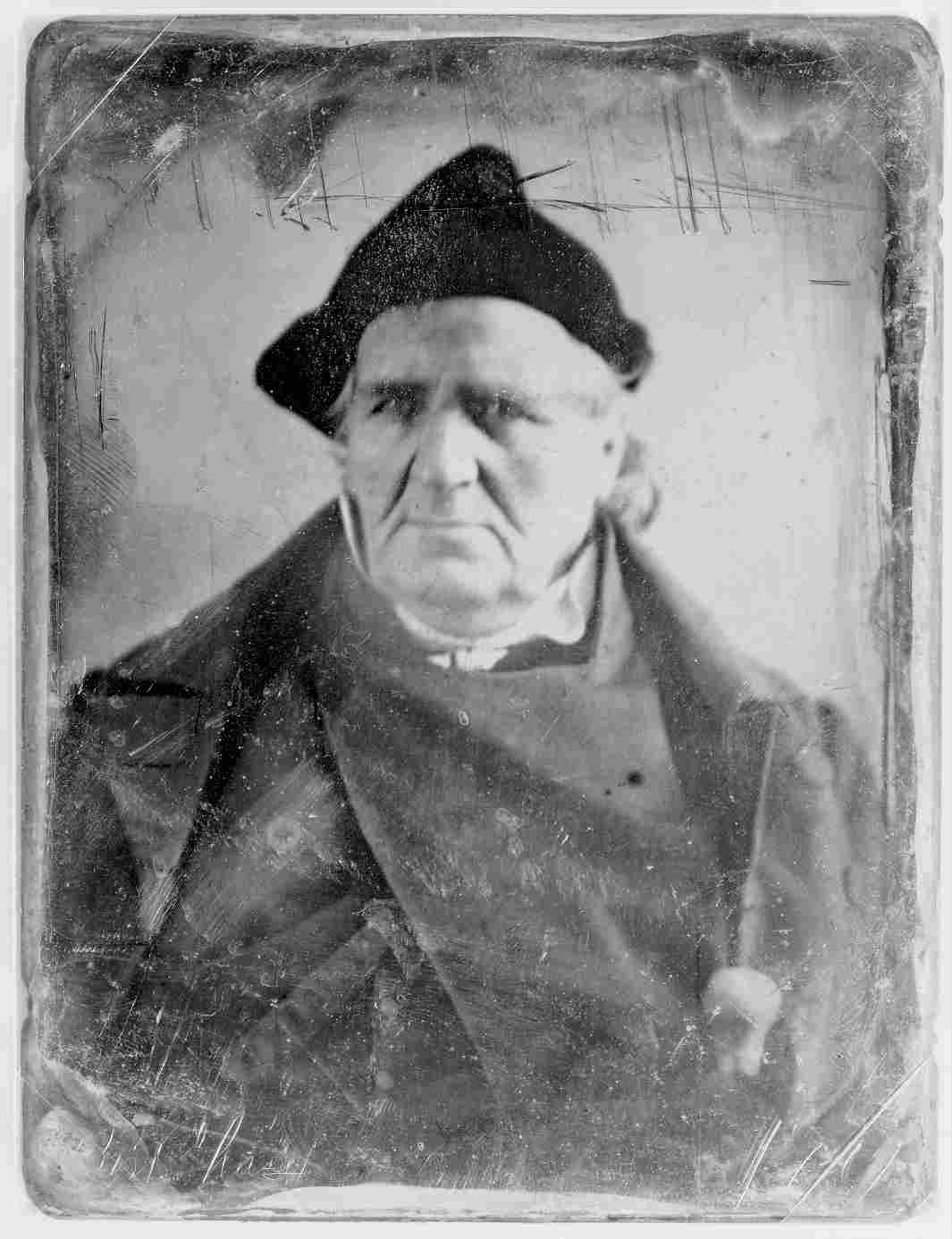
Philander Chase
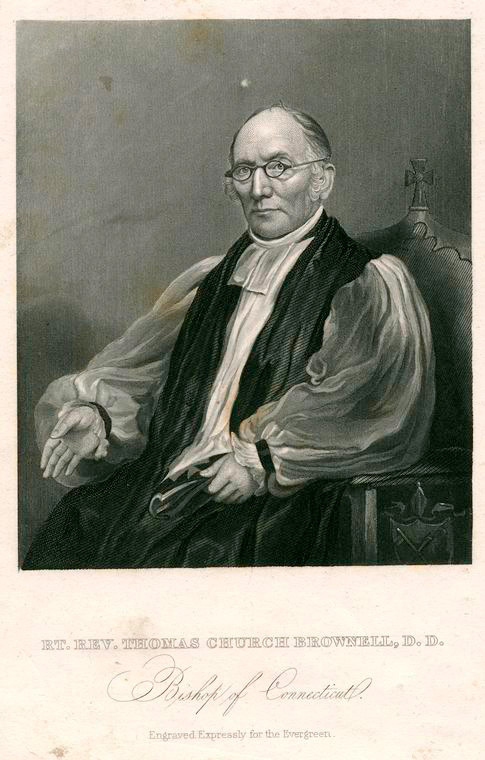
Thomas Church Brownell
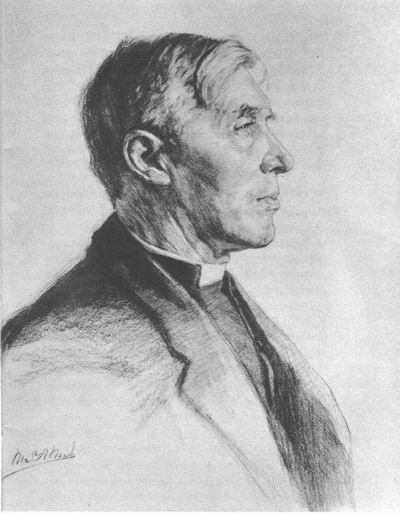
Henry St. George Tucker
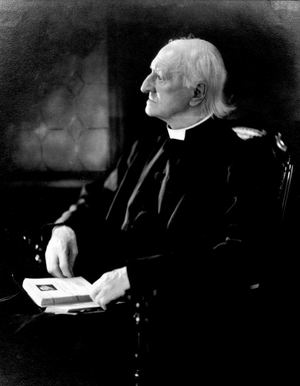
Alexander Charles Garrett
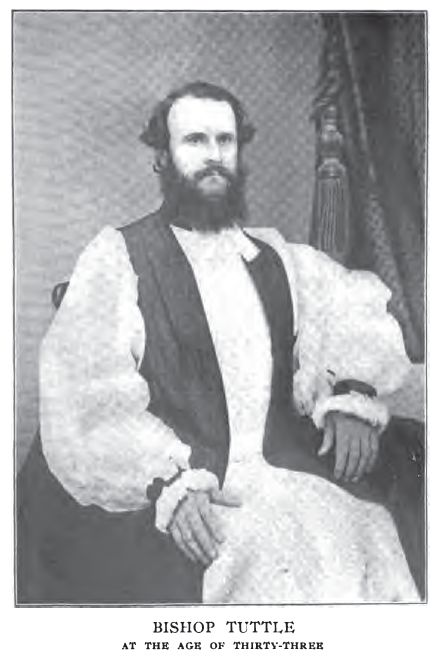
Daniel Sylvester Tuttle
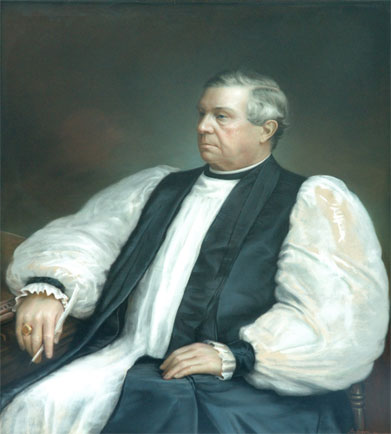
Thomas March Clark
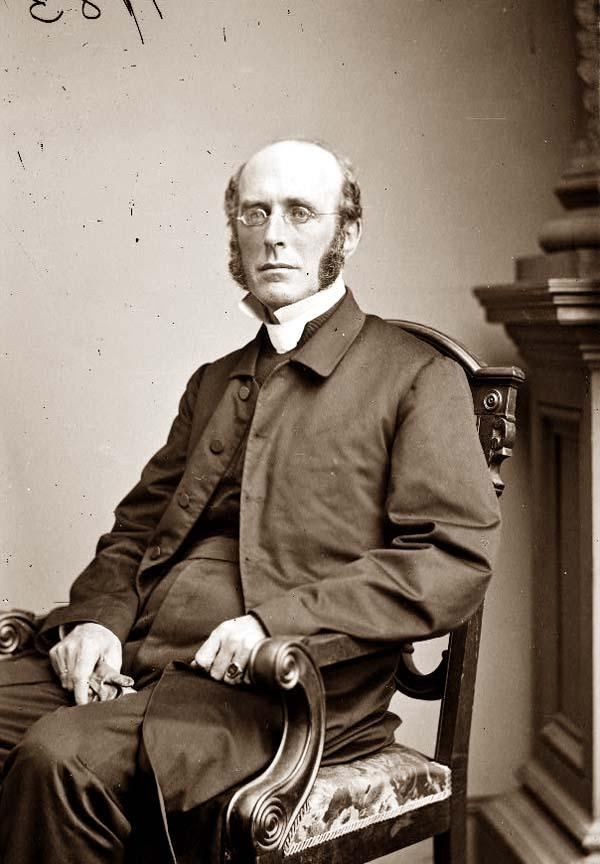
John Williams
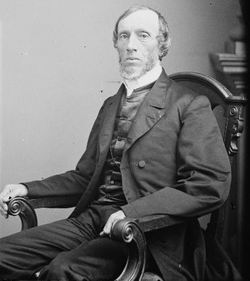
Alfred Lee
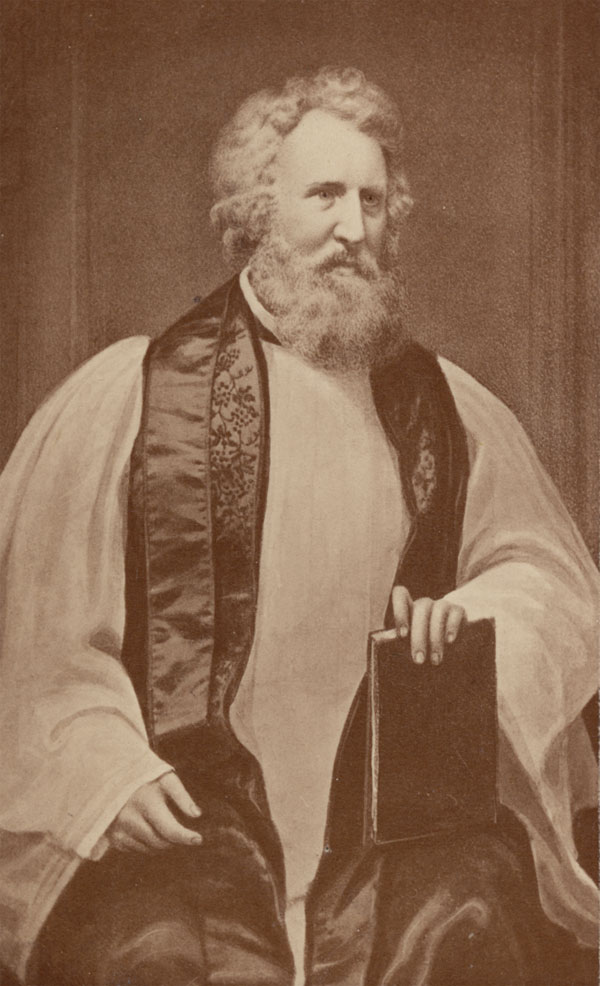
John Henry Hopkins
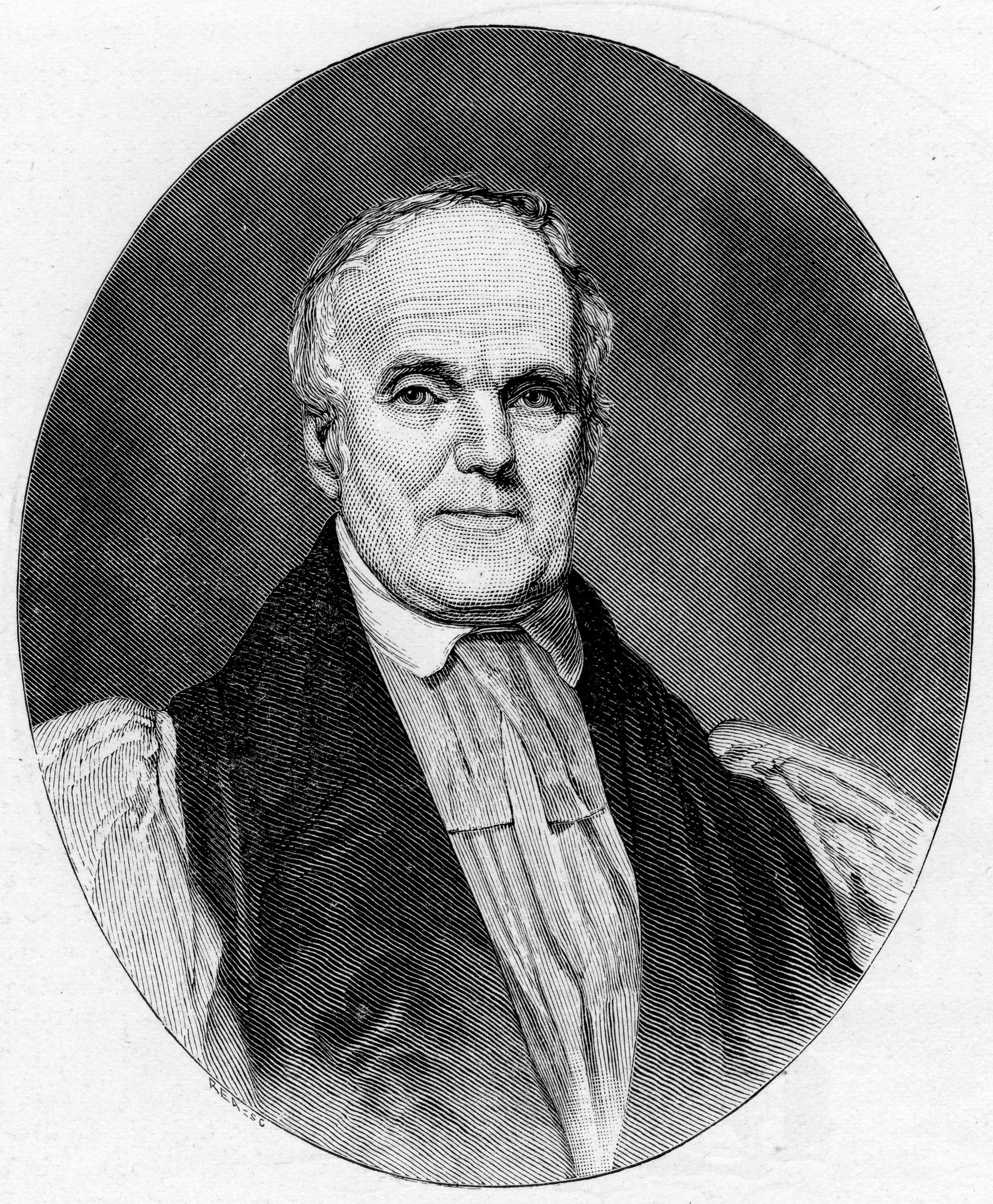
Alexander Viets Griswold